# رباعیات درتی اشبی
رباعیات درتی اشبی (انگلیسی: The Rubaiyat of Dorothy Ashby) آلبومی در سبک جاز اثر درتی اشبی نوازندۀ چنگ اهل آمریکا است که در سال 1970 منتشر شد.
این آلبوم با اقتباس از اشعار عمر خیام، شاعر ایرانی، آفریده شده است. اشبی در این آلبوم علاوه بر نواختن چنگ از ساز ژاپنی کوتو نیز بهره برده است.